# Itelleq Kangilleq
Itelleq Kangilleq è un villaggio a sud della Groenlandia di 1 abitante (gennaio 2005). Appartiene al comune di Kujalleq.